# Srđa Popović
Srđa Popović, ciríl·lic serbi Срђа Поповић (nascut el 1973) és un activista polític serbi. Va ser líder del moviment estudiantil Otpor! que va ajudar a derrocar el president serbi Slobodan Milošević. Després d'una carrera política breu a Sèrbia, el 2003 va establir el Centre for Applied Nonviolent Action and Strategies (CANVAS)i des de llavors ha estat el seu director executiu. CANVAS ha treballat amb activistes prodemocràtics de més de 50 països, promovent l'ús de resistències no violentes per aconseguir objectius polítics i socials. A l'octubre de 2017, va ser triat rector de la Universitat de St Andrews, en substitució de la diputada Catherine Stihler.

## Joventut
Popović va néixer a Belgrad, on els seus pares treballaven a la televisió. La seva mare Vesna va evitar ser assassinada durant el bombardeig de l'OTAN a Belgrad el 1999.Popović tocava el baix en una banda de rock gòtic anomenada BAAL, liderada per Andrej Aćin que després es va dedicar a filmar pel·lícules. Van llançar un àlbum (1993) titulat Između božanstva i ništavila ("Entre la deïtat i el no-res").

## Carrera política
Paral·lelament a la música, Popović es va unir a l'ala juvenil del Partit Democràtic (DS) anomenada Demokratska Omladina ("Joventut democràtica"). En la conferència del partit el gener de 1994, es va convertir en el president de Demokratska Omladina treballant sota el lideratge de Zoran Đinđić, que havia estat elegit feia poc líder del partit.
Encara que va romandre com a membre del DS, el 1998 amb l'establiment d'Otpor!, l'activitat de Popović al partit va passar a un segon pla en assumir el seu compromís amb el nou moviment. Poc després de la caiguda de  Milošević, Popović va abandonar Otpor! per tornar a la seva carrera política a Sèrbia; fou elegit diputat a l'a l'Assemblea Nacional, pel Partit Democràtic (DS); també treballà com a assessor ambiental de Zoran Đinđić, que llavors acabava de ser nomenat primer ministre.

## Activisme

### Otpor
Popović fou un dels fundadors i líders del grup de resistència no violenta serbi Otpor!, moviment fundat a Belgrad el 10 d'octubre de 1998, per un petit grup d'estudiants. Poc després de la revolució del 5 d'octubre de 2000, Popović va deixar Otpor! per continuar la seva carrera política a Sèrbia; es convertí en diputat a l'Assemblea Nacional, pel Partit Democràtic (DS) i en assessor ambiental del primer ministreZoran Đinđić.

### CANVAS
El 2003, Popović i Slobodan Đinović, que també fou membre d'Otpor!, cofundaren el Centre for Applied Non Violent Actions and Strategies, (CANVAS), una organització que fomenta l'ús de la resistència no-violenta per promoure els drets humans i la democràcia. Establerta a Belgrad, CANVAS ha treballat amb activistes que defensen la democràcia de més de 50 països,incloent Iran, Zimbabwe, Birmània, Veneçuela, Ucraïna, Geòrgia, Palestina, Sàhara Occidental, Papua Occidental, Eritrea, Belarús, Azerbaidjan i Tonga i, recentment, Tunísia i Egipte. Poc després de la seva fundació, l'organització va formar una sèrie de joves activistes georgians que van formar una part vital del moviment que va triar el jove Mikheil Sakaixvili. Un any després, CANVAS va tenir un paper similar a la Revolució Taronja d'Ucraïna.
A les Maldives, el moviment popular contra el govern opressiu el president va partir de les idees de Popović sobre el paper de l'humor i la sàtira en la lluita noviolenta i aviat va aconseguir obtenir suport de destacats músics, artistes i figures populars. Malgrat els dubtes dels observadors sobre l'aplicabilitat de les tàctiques noviolentes a una petita nació amb una cultura islàmica, com les Maldives, els activistes finalment van triomfar; el 2008, van veure que el vell règim queia, quan el president Gayoom es va veure obligat a modificar la Constitució per permetre eleccions presidencials genuïnes multipartidistes i, posteriorment, va perdre enfront del candidat de l'oposició Mohamed Nasheed.
A la vigília de la Primavera Àrab, CANVAS va proporcionar formació a una sèrie de joves activistes procedents d'Egipte i Tunísia. Algunes de les sessions de formació i el seu impacte en els participants es van descriure a l'obra de Popović Blueprint for Revolution ("Blueprint per a la revolució").
S'ha calculat que els activistes iranians van descarregar la guia de Popović sobre la lluita no-violenta més de 17.000 vegades, quan van començar les protestes contra Mahmud Ahmadinejad el 2007.
CANVAS té diversos empleats a temps complet i alhora gestiona una xarxa internacional de formadors i experts amb experiència en moviments no violents exitosos. Atès que CANVAS es basa en el finançament privat, no hi ha tarifes per assistir a tallers dirigits pels seus formadors a tot el món i els coneixements revolucionaris també es poden descarregar gratuïtament en línia.
L'any 2006, Popović i altres dos membres de CANVAS, Slobodan Đinović i Andrej Milivojević, van escriure un llibre anomenat Nonviolent Struggle: 50 Crucial Points, una guia per a la lluita no-violenta.
Al novembre de 2011, Popović va ser un dels ponents a la conferència TEDx de Cracòvia. El seu discurs, titulat "Com enfrontar un dictador", es va centrar en el fenomen del "poder de les persones" i les noves oportunitats per a la mobilització d'aquest poder que han ofert els últims desenvolupaments. Mentre el poder de les persones ha efectuat transformacions polítiques durant segles, afirma Popović, els activistes d'avui en dia poden aprendre molt més fàcilment les tàctiques reproduïbles i fiables per a la resistència no violenta i utilitzar els nous mitjans per avançar en el seu moviment. Al mateix temps, articula principis atemporals, que precedeixen l'èxit de qualsevol revolució noviolenta: la unitat, la planificació i la disciplina. Des que es va publicar el video de la seva intervenció, al desembre de 2011, ha rebut més de 250.000 visites.
Popović també ha parlat a l'Oslo Freedom Forum, una conferència mundial líder que agrupa activistes i dissidents polítics de tot el món, anomenada "Davos pels drets humans" per The Economist. La seva primera xerrada al Fòrum, "Revolució 101", va oferir una visió històrica dels moviments noviolents, examinant les seves taxes d'èxit sovint infravalorades i la seva capacitat per provocar democràcies més duradores. Mentre que el segle XX s'ha centrat en la cursa armamentista, Popović va suggerir en la seva xerrada que el segle XXI ha de centrar-se en la carrera educativa, com l'eina a través de la qual la gent canviarà el món i s'oposarà als règims brutals. n una edició més recent del Fòrum, el 2017, va participar en un panell de discussió en què es detallaven estratègies per contrarestar pacíficament l'ascens preocupant de l'il·liberalisme a Occident en els últims anys. Popovic va participar en el Fòrum de la Llibertat de San Francisco de 2017, també organitzat per Human Rights Foundation.

## Altres activitats

### Puny Verd (Green Fist)
Simultàniament a la seva carrera política a principis del 2000, Popović, al costat dels seus companys de Otpor! Predrag Lečić i Andreja Stamenkovic, van fundar l'organització ambiental no governamental anomenada Green Fist ("Puny Verd"). Concebut com un "moviment ecologista", intentava utilitzar els atractius mètodes d'Otpor! en qüestions ambientals, però aviat va plegar.

### Ecotopia
Popović encapçala el fons Ecotopia, una organització sense ànim de lucre que s'encarrega de les qüestions mediambientals, finançada econòmicament per diverses institucions governamentals sèrbies, així com pel sector privat. El 2009, el fons va organitzar una àmplia campanya mediambiental amb destacats actors sèrbies i personalitats mediàtiques amb anuncis de televisió i premsa escrita.

### Waging Nonviolence
El 2009, Popović es va convertir en membre fundador de la junta d'assessors de Waging Nonviolence, "una font de notícies i anàlisis originals sobre lluites per la justícia i la pau arreu del món". Popović fou retirat de la junta després de la polèmica de Stratfor (vegeu més avall).

### Ensenyament
A més de l'activisme, Popovic també dirigeix tallers educatius i conferències en diversos fòrums i universitats. A més, ha impartit cursos sobre tàctica i lluita política noviolenta al Grinnell College, a la Universitat Harvard Arxivat 2017-08-04 a Wayback Machine.,al Colorado College, a la Universitat de Nova York Arxivat 2018-09-23 a Wayback Machine., a la Universitat Johns Hopkins, a la Universitat de Colúmbia,a la Universitat Northeastern, a la Universitat Rutgers i a la Universitat de Belgrad. Popović i el Centre for Applied Nonviolent Actions and Strategies s'han associat amb el programa Co-Op de la Universitat Northeastern, acollint interns i entrenant-los a través de tallers de no-violència.

### 53è rector de la Universitat de St Andrews
Popović va ser un dels dos contendents en les eleccions rectorals de 2017 per al càrrec de rector de la Universitat de St Andrews. El rector és elegit cada tres anys pels estudiants matriculats de la universitat. Popović va ser triat rector el 13 d'octubre de 2017, en obtenir més del doble dels vots que el seu oponent, Willie Rennie.

## Premis i reconeixements
La revista Foreign Policy va incloure Popović com un dels Top 100 Global Thinkers ("100 pensadors mundials més importants") de 2011 per inspirar els manifestants de la Primavera Àrab directament o indirecta i educar activistes sobre el canvi social no violent a l'Orient Mitjà.
El gener de 2012, The Wired el va incloure entre les "50 persones que canviaran el món".
El director de l'Institut de Recerca de la Pau de Oslo (IRPO), Kristian Berg Harpviken, va especular que Popović es trobava entre els candidats al Premi Nobel de la Pau de 2012.
El Fòrum econòmic mundial de Davos va incloure Popović com un dels joves líders mundials per al 2013.
la Universitat Tufts va premiar Popović, juntament amb CANVAS, amb el premi Jean Mayer Global Citizenship al febrer de 2016.

## Controvèrsia

### Implicació amb Stratfor
El 2011, el col·lectiu de ciberactivistes Anonymous va entrar a la xarxa informàtica de l'agència d'intel·ligència corporativa Stratfor i, posteriorment, els correus electrònics filtrats es van publicar a WikiLeaks.Incloïa la correspondència entre Srđa Popović i els analistes de Stratfor, i Wikileaks va piular que CANVAS era "utilitzat per Stratfor per espiar grups d'oposició". Al desembre de 2013, Steve Horn i el cofundador de US Uncut Carl Gibson van publicar un article que buscava aclarir les interaccions de Popović amb Stratfor, i li criticaven la seva interacció aparentment extensa amb els analistes de Stratfor,,que va escalar de passar-los intel·ligència a convidar-los a les seves noces. L'article va recollir fortes crítiques del culture-jammer de Nova York Andy Bichlbaum (que seia amb Popović en aquell moment a la junta de Waging Nonviolence). Gibson and Horn es refermaren en la seva denúncia original a Popović,i assenyalaren que Popović va donar informació sobre activistes de base a Stratfor sense el seu consentiment, i va servir d'enllaç entre Stratfor i Muneer Satter, un destacat banquer d'inversions. que en aquell moment treballava per a Goldman Sachs
CANVAS ha estat catalogada com una organització terrorista pels Emirats Àrabs Units.